# R-280 (Rusland)
De R-280 is een federale autoweg in het zuiden van Rusland. Tot 2011 heette de weg M-23. Deze M-23 liep ten tijde van de Sovjet-Unie van Odessa naar Rostov aan de Don. Momenteel is daar nog het deel tussen de Oekraïense grens en Rostov aan de Don van over. Het Oekraïense deel van de weg is momenteel de M14. De weg is nu 117 kilometer lang.
De R-280 begint aan de Oekraïense grens bij Maksimov. De weg kent één rijstrook per richting. Bij Taganrog is een rondweg aangelegd met één ongelijkvloerse kruising. 20 kilometer voor Rostov verbreedt de weg zich naar 2x2 rijstroken. De weg eindigt op een rotonde in Rostov.
De weg is onderdeel van de E58.